# Нанкевич Андрій Андрійович
Нанкевич Андрій Андрійович (23 липня 1941 року, с. Дружелюбівка, Солонянський район, Дніпропетровська область, УРСР – 21 вересня 1997 року, м. Полтава, Україна) – український письменник, журналіст. 
Член спілки журналістів СРСР (з 1968 року). Член спілки письменників СРСР  (з квітня 1987 року). Лауреат  Полтавської обласної комсомольської премії імені Петра Артеменка 1982 року в галузі літератури і журналістики за збірку оповідань «Червоний глід», серію нарисів і публіцистичних виступів.
Заслужений журналіст України.

## Біографія
Народився у сім’ї сільських трударів (все життя був відданий своєму селянському родоводу!), був наймолодшою дитиною у родині. В дитинстві допомагав рідним у господарстві, бо батько був тяжко поранений на фронті, а мама доглядала інваліда війни цілих двадцять років. По дорозі до школи, а це 12 км від дому, спостерігав життя, побут і звичаї своїх земляків. 
Отримав середню освіту, потім закінчив училище механізації, служив в армії, де визріло бажання стати журналістом.
1962 року став студентом факультету журналістики Київського державного університету імені Т. Г. Шевченка, який закінчив 1967 року.
З цього часу став працювати у Полтаві, спершу у редакції молодіжної газети «Комсомолець Полтавщини» (кореспондентом, завідувачем відділу, відповідальним секретарем), а потім (з 1975 року)  – у газеті «Зоря Полтавщини» (кореспондентом, завідувачем відділу, заступником головного редактора, першим заступником головного редактора (у 1993–1996 рр.).
Друкуватися почав у студентські роки. Працюючи в обласних газетах, Андрій Андрійович об’їздив весь полтавський край, готуючи репортажі, нариси, публіцистичні статті, в яких проникливі рядки були присвячені трудівникам села. За тридцятирічну журналістську роботу у полтавських обласних газетах у нього була не одна сотня відряджень у різні райони області. 
І того разу, повертаючись із редакційного відрядження, він трагічно загинув у автомобільній катастрофі 21 вересня 1997 року. Похований на міському цвинтарі (с. Розсошенці).

## Творчість
Журналістські зустрічі, некабінетне знання життя давали Нанкевичу теми для досліджень і узагальнень. З журналістики він і прийшов у літературу. Спочатку публікував свої оповідання та новели у полтавських газетах, а згодом – на сторінках всеукраїнських часописів і збірників.  
До своєї першої книги він ішов довго. Нарешті, заручившись підтримкою Григора Тютюнника, віддав у видавництво «Молодь» десять кращих оповідань і повість. 1981 року збірка під назвою «Червоний глід» побачила світ. Критика була прихильною до неї. Полтавський літературознавець Олексій Кузьменко, опублікувавши рецензію на неї в декількох районних газетах Полтавської області, відзначав:   
```
«Для нас немаловажний той факт, що герої оповідань – люди з Полтави і Полтавщини. Їх долі пов’язані з Кременчуком і Зіньковом, Гадячем і Диканькою, Решетилівкою й Лохвицею... Дуже ріднить нас, читачів, з автором те, що він глибоко залюблений у Полтавщину…».
```

35-річна полтавська журналістка Ганна Дениско, оцінюючи першу збірку автора «Червоний глід»,  писала:   
```
« Автор знає сучасне село таким, яким воно є, відтак і погляд на нього – не сентиментально-рожевий, а  справді люблячий, бо любити – не означає закривати очі на людські вади, любити – це підносити людське, високе в людині…».
```

І продовжила:
```
«Оповідання молодого прозаїка – цілісні за настроєм, стилем, системою образних засобів. Читаєте твір – і перед Вами довірливо розкривається світ глибоких почуттів, світ людської душі – неспокійної, невпокореної, з її давніми болями і вистражданими радощами, з її внутрішньою чистотою…».
```

Друга книга прозаїка… Це був складний момент у творчій біографії А. Нанкевича. Як не повторитися, як показати людське життя глибше? Через  п’ять років (1985 року) видавництво «Молодь» випустило у світ другу книжку літератора «Три тополі на вітрі», зміст якої склали повість «Двоє для любові» і десять оповідань. 
У повісті йдеться про дружбу хліборобів Полтавщини і Болгарії (міста Велико Тирново і Полтава – міста-побратими). Край Великотирновський мальовничо ожив перед очима читачів під пером літератора. І горді, сильні люди, які не скорилися ні туркам, ні фашистам, тепер сіють хліб, вирощують виноград і дружать з українським «братушками».
Полтавський літературознавець, кандидат філологічних наук Анатолій Дяченко написав у рецензії:
```
«Помітним творчим досягненням А. Нанкевича стали його оповідання. Не всі вони рівноцінні, але більшість викликає у читача серйозні роздуми і високі почуття».
```

З А. Дяченком, перегукуються слова критика М. Миценка: 
```
«Одразу, з перших сторінок, безпомилково відчуваєш щиру, неприховану атмосферу добра, любові, й поетичності, які пронизують книжку…З щирою любов’ю до людей, землі, природи, до благословенного сільського життя-буття написані оповідання…».
```

Головна тема, на якій базується третя книга А. Нанкевича (три повісті і сім оповідань),  – Любов. Першорядне в ній, Любов до матері. Образ матері проходить через повісті й оповідання всієї збірки. Як зазначив письменник-полтавець Микола Малахута: «Цей образ у творах письменника завжди болючий».
Оповідання зі збірки «На всесвіт єдина зоря» найбільш хвилюючий твір: це величальна пісня матері, запізніле каяття ліричного героя перед своєю ненькою, солдатською вдовою… Кого не зворушать оці слова: «Сю ніч зі мною розмовляла моя мама – рідна і єдина на всесвіт матуся, мій найперший і навічний зв’язок з усім сутнім…».
Окремі твори письменника нагадують м’який поетичний стиль, гарну мову Григора Тютюнника, у якого А. Нанкевич вчився художньої майстерності.
Микола Малахута у рецензії на вищеназвану книгу написав:
```
 
«Це  чиста, чесна, мужня, світла, мозоляста його сходинка до гори майстерності…».
```

1991 року у бібліотечці газети «Зоря Полтавщини» вийшла повість «Іронія».

### Збірки
- Нанкевич А. А. Червоний глід : оповідання / А. А. Нанкевич. – К. : Молодь, 1981. – 136 с. – (Перша книга прозаїка).

- Нанкевич А. А. Три тополі на вітрі : Повість, оповідання / А. А.Нанкевич. – К. : Молодь, 1985. – 184 с.

- Нанкевич А. А. Така тепла осінь : Повісті, оповідання / А. А. Нанкевич. – Харків : Прапор, 1989. – 196 с.

- Нанкевич А. А. Іронія : повість про перше кохання / А. А. Нанкевич. – Полтава : Полтава, 1991. – 48 с. – (Б-чка "Зорі Полтавщини").

### Оповідання
- Нанкевич А. Заміноване поле / А. Нанкевич // Сонячні зажинки. – Харків, 1976. – С. 10–20; Прапор. – 1976. – № 6. – С. 66–69.

- Нанкевич А. Наряд поза чергою / А. Нанкевич // Прапор. – 1982. – № 11. – С. 76–82.

- Нанкевич А. Нічий : оповідання / А. Нанкевич // Зоря Полтавщини. – 1989. – 18, 19 трав.

- Нанкевич А. Чужа доброта : оповідання / А. Нанкевич // Зоря Полтавщини. – 1994. – 15 лют.

- Нанкевич А. Новорічний танець : оповідання / А. Нанкевич // Зоря Полтавщини. – 2008. – 12, 13 лют. – С. 3.

- Нанкевич А. Жайворовий міст : оповідання / А. Нанкевич // Зоря Полтавщини. – 2011. – 23 лип. – С. 3.

### Новели
- Нанкевич А. Кабиця : новела / А. Нанкевич // Зоря Полтавщини. – 1988. – 22 трав.

- Нанкевич А. Щасниця : новела / А. Нанкевич // Зоря Полтавщини. – 1988. – 9, 11 серп.

- Нанкевич А. Виглядала мати сина… : новела / А. Нанкевич // Зоря Полтавщини. – 1990. – 29 груд.

- Нанкевич А. На кургані : новела / А. Нанкевич //  Зоря Полтавщини. – 1996. – 23 лип.

- Нанкевич А. Алергія : новела / А. Нанкевич // Калинове гроно : антологія прози і драматургії полтавських літераторів XX ст. / за ред.  М. В. Костенка та ін. – Полтава, 2006. – Т. 2. Кн. 2. – С. 316–339; Біла альтанка : літературний альманах : до 60-річчя письменницької організації. – Полтава, 1996. – С. 150–166.

- Нанкевич А. Тітка Калина : новела / А. Нанкевич // Зоря Полтавщини. – 2008. – 26 лют. – С. 3.

## Життя і творчість на шпальтах газет
- Ротач П. Андрій Нанкевич (23.07.1941 – 21.09.1997) : [нарис життя і творчості] / П. Ротач // Колоски з літературної ниви / П. Ротач. – Полтава, 1999. – С. 310–312.

- Дяченко А. Нанкевич Андрій Андрійович / А. Дяченко // Українська літературна енциклопедія. – К. , 1995. – Т. 3. – С. 454; Літератори  Полтавщини : довідник / упорядник А. М. Дяченко. – Полтава, 1996. – Вип. 3. – С. 27; Письменники Полтавщини : довідник. – Полтава, 1990. – С. 19; Письменники Радянської України : 1917-1989 : біобібліографічний довідник / упорядник В. К. Коваль. – К., 1988. – С. 697.
- Дениско Т. Журналістика, споріднена з літературою / Т. Дениско // Зоря Полтавщини. – 2016. – 22 лип. – С. 4.

- Світлий спомин про колегу // Зоря Полтавщини. – 2017. –22 верес. – С. 13.

- Письменницького полку прибуло! : [А. Нанкевич став членом Спілки письменників СРСР] // Зоря Полтавщини. – 1987. – 19 квіт. – С. 4.

- Нові члени Спілки письменників [в т. ч. А. Нанкевич] // Літературна Україна. – 1987. – 7 трав.

- Дяченко А.  Андрієві Нанкевичу – 50 / А. Дяченко // Літературна Україна. – 1991. – 26 верес.

- У Полтаві у різні роки жили [в т. ч. письменник Нанкевич Андрій (1941–1997)] // Полтавщина : історичний нарис. – Полтава, 2005. – С. 449.

- Степаненко М. Артеменка Петра імені комсомольська премія [в т. ч. лауреат 1982 р. А. Нанкевич] / М. Степаненко // Літературно-мистецька Полтавщина : довідник / М. Степаненко. – Полтава, 2013. – С. 18.

- Кравченко О. Український письменник А. Нанкевич : вікторина 33 / О. Кравченко // Силуети в інтер'єрі часу / О. Кравченко. – Полтава, 2011. – С. 60–61.
- Кравченко О. Український письменник А. Нанкевич : вікторина 33 / О. Кравченко // Силуети в інтер'єрі часу / О. Кравченко. – Полтава, 2011. – С. 60–61.
- Лютий 1968. Тодішні працівники газети "Комсомолець Полтавщини" (всі стали письменникаим) : А. Нанкевич, М. Казидуб, Ф. Роговий, М. Булах : [фото] // Українська літературна газета. – 2013. – 6 верес. – С. 13.

- Світлий спомин про колегу // Зоря Полтавщини. – 2017. –22 верес. – С. 13.
- 135. Лист від А. А. Нанкевича (Полтава, 1 квіт. 1981 р.); 171. Лист від А. А. Нанкевича (Київ, 24 січ. 1984 р.) //  "Добрий день хай буде Вам… : Листи до Ф. Рогового. Статті, рецензії, примітки / упоряд. Ю. Роговий. – Полтава, 2016. – С.134–135; С. 170–171.

	****
- Тютюнник Ф. Світлі порухи душі /  Ф. Тютюнник // Нанкевич А. Червоний глід  : оповідання. – К. , 1981. – С. 5–6.

- Славинський М. У пошуках свого голосу / М. Славинський //  Вітрила–81 : альманах. – К., 1981. – С. 41–43.

- Малахута М. На малій території новели / М. Малахута // Молодь України. – 1981. – 24 листоп.

- Дениско Г. На своїй дорозі / Г. Дениско // Літературна Україна. – 1982. – 17 черв.

- Дениско Г. Обрії… глибини / Г. Дениско // Комсомолець Полтавщини. – 1985. – 23 квіт.

- Михайлин І. Прагнути глибини / І. Михайлин // Прапор. – 1986. – № 12. – С.176–179.

- Малахута М. Любов у теплу осінь / М. Малахута //  Зоря Полтавщини. – 1990. – 25 квіт.

- Кузьменко О. Про людей працелюбних і совісних / О. Кузьменко // Комсомолець Полтавщини. – 1990. – 26 квіт.

- Дяченко А. Кричуща пересторога : [про повість "Іронія"] / А. Дяченко // Ворскла. – 1992. – № 24 (груд.). – С. 4.

### Некрологи
- Добрий слід на землі : [пам'яті А. Нанкевича] // Вечірня Полтава. – 1997. – 26 верес. – С. 3.

- Дениско Г. Не вберіг свої груди, Андрію… : слова прощання / Г. Дениско // Молодь України. – 1997. – 30 верес. – С. 1.

- Нанкевич Андрій (1941–1997) : [пам'яті письменника] // Літературна Україна. – 1997. – 2 жовт. – С. 4 : фото.

- Осінь без Андрія // Зоря Полтавщини. – 1997. – 29 жовт. – С. 1.